# Salvador Coreas
Salvador Arturo Coreas Privado (San Miguel, 29 settembre 1984) è un calciatore salvadoregno, di ruolo centrocampista.
Anche i suoi fratelli Víctor e Luis Abraham sono stati calciatori.